# Uebi Scebeli (sous-marin)
Le Uebi Scebeli est un sous-marin italien de la classe Adua, qui servit dans la Regia Marina durant la Seconde Guerre mondiale. 
Il est nommé d'après le nom de la rivière Chébéli (en italien : Uebi Scebeli) en Somalie.

## Caractéristiques
Les sous-marins de la classe Adua sont des sous-marins de petite croisière à simple coque avec double fond central et bulges latéraux, pratiquement identiques à ceux de la série précédente Perla dont ils constituent une répétition. C'est la plus grande série de la classe 600 et donne de bons résultats au cours du conflit, bien que la vitesse de surface soit plutôt faible, les bateaux sont robustes et maniables. Il y a de petites différences dans le déplacement et les détails de construction entre les unités construites sur des sites différents.
Ils déplaçaient 697,25 tonnes en surface et 856,40 tonnes en immersion. Les sous-marins mesuraient 60,18 mètres de long, avaient une largeur de 6,45 mètres et un tirant d'eau de 4,7 mètres.
Pour la navigation de surface, les sous-marins étaient propulsés par deux moteurs diesel de 600 chevaux (447 kW), chacun entraînant un arbre d'hélice. En immersion, chaque hélice était entraînée par un moteur électrique de 400 chevaux-vapeur (298 kW). Ces moteurs électriques étaient alimentés par une batterie d'accumulateurs au plomb composée de 104 éléments. Ils pouvaient atteindre 14 nœuds (26 km/h) en surface et 7,5 nœuds (13,9 km/h) sous l'eau. En surface, la classe Adua avait une autonomie de 3 180 milles nautiques (5 890 km) à 10,5 noeuds (19,4 km/h), en immersion, elle avait une autonomie de 74 milles nautiques (137 km) à 4 noeuds (7,4 km/h)
Les sous-marins étaient armés de six tubes lance-torpilles internes de 53,3 cm, quatre à l'avant et deux à l'arrière. Une torpille de rechargement était transportée pour chaque tube, pour un total de douze. Ils étaient également armés d'un canon de pont de 100 mm OTO 100/47 pour le combat en surface. L'armement antiaérien léger consistait en une ou deux paires de mitrailleuses Breda Model 1931 de 13,2 mm

## Construction et mise en service
Le Uebi Scebeli est construit par le chantier naval Cantieri navali Tosi di Taranto (Tosi) de Tarente en Italie, et mis sur cale le 11 janvier 1937. Il est lancé le 3 octobre 1937 et est achevé et mis en service le 21 décembre 1937. Il est commissionné le même jour dans la Regia Marina.

## Historique
Le 10 juin 1940, le Uebi Scebeli est envoyé en embuscade au large de Anticythère, une petite île grecque située au sud-est du Péloponnèse, entre l'île de Cythère et la Crète. Mais il revient à la base cinq jours plus tard sans signaler aucune observation.
Il effectue ensuite une deuxième mission, en fonction défensive, dans le golfe de Tarente.
Le 27 juin 1940, il quitte Tarente sous le commandement du lieutenant de vaisseau (tenente di vascello) Bruno Zani, en direction d'un point situé à 35 miles au nord-est de Derna, sa zone d'opérations,.
A 6h30 le 29 juin, alors qu'il navigue en surface le long de la route d'approche, il aperçoit les trois destroyers britanniques HMS Dainty (H53), HMS Defender (H07) et HMS Ilex (D61) qui sont en mer dans le cadre de l'opération britannique "MA 3" pour la protection du trafic des convois britanniques entre l'Égypte, Malte et la Grèce. Ces navires ont déjà coulé, deux jours plus tôt, le sous-marin italien Liuzzi, et très peu de temps avant que ces trois destroyers n'attaquent et ne coulnt un autre sous-marin italien, le Argonauta,.
Le Uebi Scebeli doit effectuer une plongée rapide - en fait, il n'est pas dans une position appropriée pour attaquer - puis essaie, à la profondeur de périscope, de passer à l'attaque. Cependant, détecté par les destroyers britanniques, le sous-marin est lourdement bombardé par des grenades sous-marines qu'il ne peut pas éviter malgré les diverses manœuvres qu'il effectue, subissant ainsi de graves dommages.
Contraint de faire surface, le Uebi Scebeli, immédiatement canonné et mitraillé, est abandonné par l'équipage qui, entre-temps, a entamé les manœuvres de sabordage. Une partie des documents secrets est jetée à la mer et d'autres enfermés à l'intérieur du sous-marin, alors irrémédiablement en route pour couler, mais un canot de sauvetage du Defender monte à bord avant qu'il ne coule, avec le commandant Zani, qui n'a pas encore abandonné l'unité, à l'intérieur de celle-ci, mais doit revenir peu après sur le navire. Touché également par un autre tir, le sous-marin coule à 7 heures, à la position géographique de 35° 29′ N, 20° 06′ E,.
Cependant, une partie des chiffres jetés à l'eau n'a pas coulé immédiatement - bien que ces documents aient été équipés de poids spécialement prévus à cet effet - et est donc tombée entre les mains des Britanniques.
Tout l'équipage du Uebi Scebeli est récupéré - et fait prisonnier - par des destroyers britanniques,.
Le sous-marin avait effectué 3 missions offensives-exploratoires, couvrant un total de 1 248 milles nautiques (2 312 km) en surface et 129 milles nautiques (239 km) sous l'eau.